# Аргунь
Аргу́нь (у верхній течії — Хайла́р; бур. Υргэнэ, монг. Эргүнэ, евенк. Ергэне, кит.: 额尔古纳河) — річка в Забайкальському краї Росії та в Китаї (провінції Внутрішня Монголія та Хейлунцзян), права складова Амура. Частиною річки проходить російсько-китайський кордон.

## Назва
Сучасна транскрипція назви річки походить від евенк. Ергэне — «звивиста річка». У перекладі з монг. Эргүнэ — означає «широкий». Китайською вона називается Ергуньхе (річка Ергунь), у верхів'ях відома як Хайлар.
Існували й інші транскрипції: Ергуне (у монголів), Аргуна (у Рашид ад-Діна), Ургену (у хрониці Т. Тобоєва), Ергунь (у краєзнавця І. Юренського, 1852), Аргонь (у гольдів, за Максимовичем). У росіян уперше назва цієі річки зустрічається: на «Кресленні Сибіру» 1667 року як Аргуня, на «Кресленні» 1698 року як річка Аргуна.

## Географія
Довжина 1 620 км, площа басейну — 164 000 км². Бере початок на схилах Великого Хінгану в Маньчжурії, де зветься Хайлар. В серед, течії має рівнинний характер, в нижній течії — гірська річка.
Середні витрати біля села Олочі 186 м³/с. Льодостав з кінця листопаду до початку травня. В басейні 1,8 тисяч озер загальною площею 50,9 км². Судноплавство нерегулярне від села Олочі (428 км). Протягом 944 км вздовж Аргуні проходить державний кордон Росії з Китаєм.
Основне живлення дощове. В роки, багаті на опади, з'єднується з басейном оз. Далайнор. Замерзає в кінці листопада, розкривається на початку травня.
З 17 століття по річці йшли торговельні шляхи з Сибіру до міст Східного Китаю.

## Природа
У басейні Аргуні проживають близько шістдесяти видів риб, у тому числі промислові — білий амур, сазан, кета та ін.

## Екологічний стан
У 2007 році Аргунь характеризувалась найгіршою у Забайкальському краї якістю води, особливо взимку, що зумовлено впливом джерел забруднення, розташованих на території Китаю.

## Притоки
Крупні притоки:
- ліві — Уров, Урюмкан, Газимур
- праві — Геньхе (Ган), Цзилюхе (Нюерхе), Дербул

Список приток: (відстань від гирла)
- 110 км: Газимур
- 151 км: Будюмкан
- 176 км: Урюмкан
- 271 км: Уров
- 504 км: Нижня Борзя
- 511 км: Середня Борзя
- 574 км: Верхня Борзя (Талман-Борзя, Ліва Борзя)
- 607 км: Урулюнгуй